# 一生螈命
《一生螈命》（英語：Life (cycle) of the Hong Kong Newt）是一部2024年香港生態紀錄短片，由香港生態攝影師馮漢城執導。短片紀錄本地獨有兩棲動物——香港瘰螈（Paramesotriton hongkongensis）的生長週期及所面對的生存威脅。 作品同時是《一生螈命——生態影像藝術展》的核心部分，展覽於2024年4月在深水埗「Parallel Space」舉行，涵蓋紀錄片、攝影、繪畫與裝置藝術等多種媒介，旨在提高社會對本地生物多樣性的關注。 該片於2025年4月上載至YouTube供公眾免費觀看。

## 內容
影片記錄香港瘰螈從卵到成年的完整生命過程，捕捉其自然行為，如求偶、產卵、攀爬等，並深入探討都市化對其棲息地的影響。尤其是隨著城市發展，它們的生存環境不斷縮減。每年春季，瘰螈進入繁殖季節，會從溪流遷徙到較高的林地進行繁殖。然而，途中最大的挑戰來自於道路的障礙。數以千計的瘰螈在遷徙過程中必須穿越車道和馬路，這也成為它們面對的最嚴重威脅。由於車輛高速行駛，瘰螈經常在遷徙途中遭遇車輛「路殺」，導致大量死亡。這一情況進一步威脅到其種群的生存。

## 製作背景
導演馮漢城早於2018年在香港大學擔任研究助理期間，研究兩棲動物皮膚上生長的蛙壺菌。 當時已對萌生以影像記錄香港瘰螈生命歷程的構想。馮漢城同時為本地生態攝製團體 Frigatefilms 的創辦人之一，曾製作《Wild Hong Kong》等生態影像項目，並參與港台節目《大自然大不同》的製作。 資金方面，他於2023年末發起眾籌，成功籌得逾34萬港元。
團隊的拍攝計劃早於2022年底已經正式展開，並於2023年起深入多個瘰螈棲息地，包括飛鵝山、大帽山、蠔涌、林村及梅子林等地，追蹤了20條瘰螈，紀錄牠們的繁殖、遷徙及棲息情況。 整個拍攝歷時逾40日，橫跨不同季節，以捕捉瘰螈由卵、幼體至成體的完整生命週期。為了捕捉香港瘰螈的自然行為，團隊多次深入其棲息地，攀山涉水的同時背負器材。團隊亦採用了多種高難度拍攝方式，包括動用潛水鏡頭與水肺潛水裝備潛入淡水溪流拍攝，甚至以水肺潛水方式長時間待在水中，以減少對瘰螈的干擾並貼近其自然行為。 當中面對不少困難，如每樽氧氣僅可支持水下拍攝約半小時。
剪接後，歷時一年多拍攝的素材變成片長9分鐘的紀錄片。 全片採用無旁白敘事手法，僅透過畫面與音樂帶出情感與主題，配樂由金馬獎最佳原創電影音樂得主黃衍仁製作。

## 命名
名稱《一生螈命》靈感源自日語詞語「一生懸命」（いっしょうけんめい），原意為「竭盡全力去完成一件事」，常用以形容全心投入、拼盡所有的態度。 紀錄片既是對香港瘰螈整個生命歷程的細膩描繪，也映照出他本人對野生動物保育的堅持與執著。片名中的「螈」字取代「懸」字，不僅呼應紀錄片主角——香港瘰螈，更點出本地物種在生存之路上面對的險阻與危機。

## 展覽與推動保育
為推動生態保育與公眾教育，馮漢城於2023年底發起眾籌，籌款目標為32萬港元，最終成功籌得34萬元。資金除用於展覽與紀錄片製作，也支持由嶺南大學科學團隊主導的「香港瘰螈路殺調查計劃」，成為本港首個結合藝術、科學與公眾參與的野生動物保育專案。導演馮漢城特別感謝520名眾籌者的支持，強調沒有公眾參與，作品無法誕生。
展覽《一生螈命——生態影像藝術展》於2024年4月5日至14日於深水埗「Parallel Space」舉行，展出《一生螈命》、瘰螈屍體標本、攝影作品、生態繪圖等，營造出一種讓觀眾直面死亡與生命的空間體驗。 參與展覽的創作人包括馮漢城，以及從事生態攝影與紀錄片拍攝的郭子祈、藝術創作者黃遂心，與專注自然主題繪圖的科學插畫師揭紫琪。
馮漢城希望透過展覽與紀錄片引起公眾關注香港瘰螈所面對的生存威脅，尤其是每年春季遷徙期間遭遇的「路殺」問題。他呼籲政府及社會各界推動更多實際保育措施，包括設置生物通道、防護欄、義工引導過馬路及於繁殖季節實施局部封路等，以減少車輛對瘰螈的直接傷害。

## 迴響
影片獲選參加多個國際影展，包括：Jackson Wild Media Awards、國際野生動物電影節、香港亞洲電影節、新加坡自然電影節。

## 外部連結
- YouTube上的《一生螈命》Life (cycle) of the Hong Kong Newt \\ Short film